# Haren och igelkotten

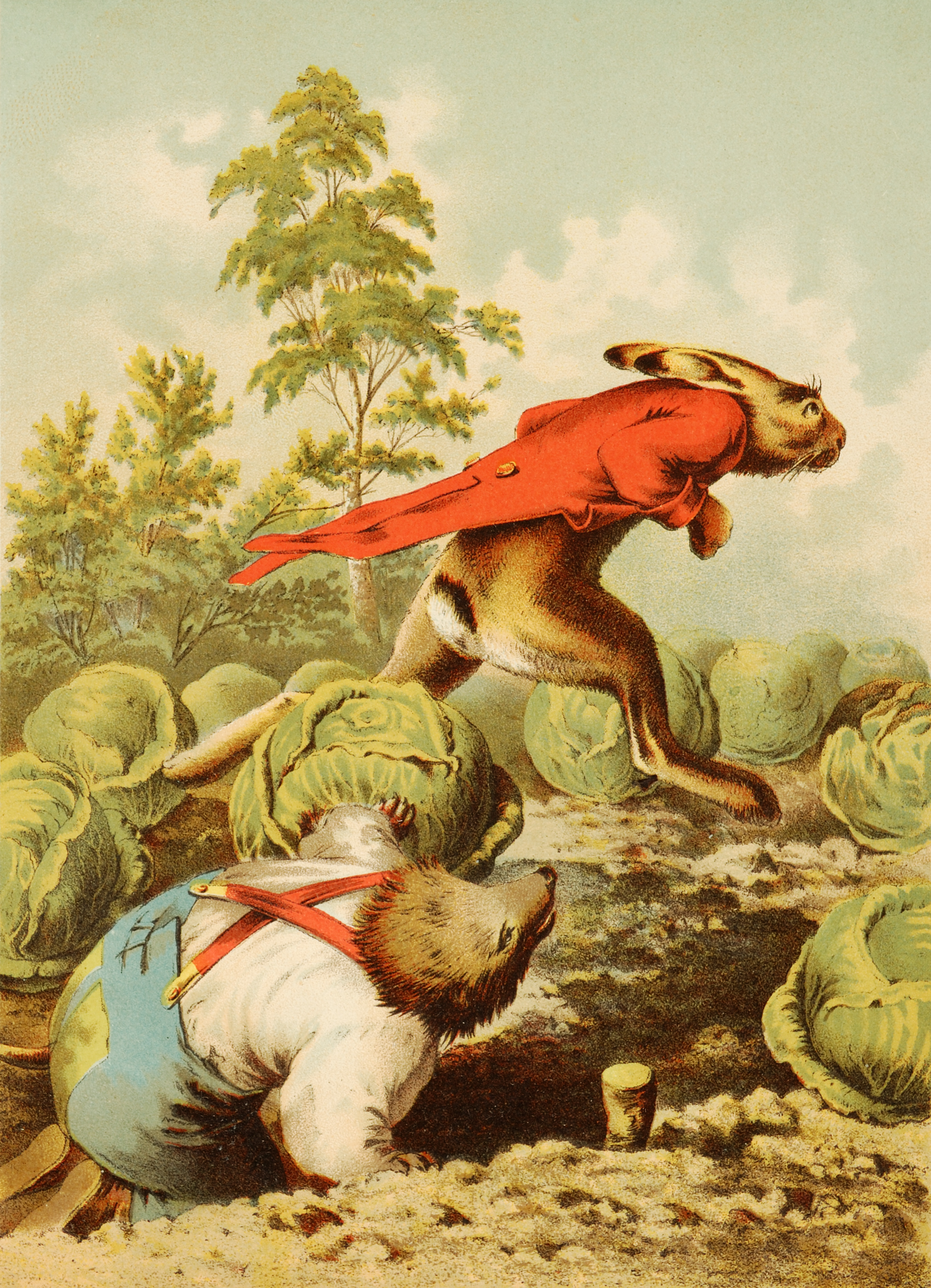
Haren och igelkotten

Haren och igelkotten är en folksaga och fabel som varit spridd i norra Tyskland. Den tecknades 1840 för första gången ned av Wilhelm Schröder (1808-1878) och publicerades på lågtyska i Hannoversches Volksblatt. 1843 upptogs sagan av bröderna Grimm i femte upplagan av deras sagosamling.

## Handling
Haren och igelkotten råkar på varandra slumpmässigt och vid detta tillfälle gör sig haren lustig över igelkottens korta små ben. Så igelkotten föreslår en kapplöpning som ska visa vem som är snabbast. Under tävlingen springer igelkotten bara några steg och gömmer sig så fort haren spurtat iväg. Vid målet sitter igelkottens hustru - som ser likadan ut. När haren kommer till målet ropar igelkotten "Ick bün all dor!" (Jag är redan här!). Haren förstår inte hur han kunde förlora och kräver revansch. Men även vid de följande 73 tävlingarna är igelkotten alltid först i mål och till slut dör haren på grund av utmattning, besegrad av den han trodde sig vara överlägsen.

## Bakgrund
Igelkotten beskrivs som en enkel bonde och haren som en högt ställd person. Sensmoralen i sagan är att man inte ska göra lustig sig över antaget lägre ställda personer. Även för igelkotten har sagan en sensmoral: när du kommer från bondeståndet ska du leta efter en fru på samma nivå som du och som liknar dig även i utseende.